# Almota
Almota az Amerikai Egyesült Államok északnyugati részén, Washington állam Whitman megyéjében elhelyezkedő kísértetváros. A településen nem végeznek népszámlálást.
A helység postahivatala 1878-tól 1961-ig működött. A település nevét a közeli Almota patakról kapta. Az 1917-es adatok szerint Almota az Oregon–Washington Railroad and Navigation Company vasútvonalának egy megállója.

## Fordítás
Ez a szócikk részben vagy egészben  az   Almota, Washington című angol Wikipédia-szócikk ezen változatának fordításán alapul.  Az eredeti cikk szerkesztőit annak laptörténete sorolja fel. Ez a jelzés csupán a megfogalmazás eredetét és a szerzői jogokat jelzi, nem szolgál a cikkben szereplő információk forrásmegjelöléseként.